# Metoda Riddersa

Cztery pierwsze iteracje algorytmu, niebieska pozioma linia oznacza funkcję

Metoda Riddersa – iteracyjna metoda numeryczna, służąca do rozwiązywania równań nieliniowych z jedną niewiadomą.
Metoda Riddersa jest to jedna z odmian metody fałszywych przybliżeń (łac. regula falsi). Opiera się ona na aproksymacji równania za pomocą funkcji eksponencjalnej. Algorytm ten gwarantuje, że punkt wyznaczony w kolejnej iteracji, będzie zawierał się w założonym przedziale. Wykorzystanie funkcji eksponenty do aproksymacji powoduje osłabienie niekorzystnego wpływu wypukłości funkcji aproksymowanej. Metoda ta jest prostsza w implementacji niż podobnie działające metody Brenta i Mullera, a jej zbieżność w porównaniu z analogicznymi metodami jest duża. Dokładność wartości rozwiązania metody zwiększa się dwukrotnie po dwóch iteracjach. Konieczność wyznaczenia dwóch wartości w każdej iteracji powoduje, że rząd zbieżności metody wynosi {\displaystyle {\sqrt {2}}.}
Z racji tego, że jest to rodzaj reguly falsi spełnione muszą być następujące założenia: w przedziale {\displaystyle (x_{a};x_{b})} istnieje jedno miejsce zerowe (pierwiastek), oraz że funkcja {\displaystyle f(x)} jest ciągła w przedziale {\displaystyle <x_{a};x_{b}>.}
Przebieg algorytmu
- Wyznaczamy środek przedziału:

{\displaystyle x_{c}={\frac {(x_{a}+x_{b})}{2}}}
- Szukamy {\displaystyle e^{Q}} spełniającego równanie:

{\displaystyle f(x_{a})-2f(x_{c})e^{Q}+f(x_{b})e^{2Q}=0}
- Otrzymujemy:

{\displaystyle e^{Q}={\frac {f(x_{c})+sign[f(x_{b})]{\sqrt {(f(x_{c})^{2}-f(x_{a})f(x_{b})}}}{f(x_{b})}}}
- Stosujemy regule falsi, lecz nie do wartości {\displaystyle f(x_{a}),} {\displaystyle f(x_{b})} i {\displaystyle f(x_{c}),} ale dla: {\displaystyle f(x_{a}),}{\displaystyle f(x_{c})e^{Q}} i {\displaystyle f(x_{b})e^{2Q}} znajdując przy ich pomocy nowe {\displaystyle x_{d}.}

{\displaystyle x_{d}=x_{c}+(x_{c}-x_{a}){\frac {sign[f(x_{a})-f(x_{b})]f(x_{c})}{\sqrt {(f(x_{c})^{2}-f(x_{a})f(x_{b})}}}}
- Sprawdzamy wartość {\displaystyle f(x_{d})} jeżeli jest ona wystarczająco bliska 0 to algorytm kończy pracę, w innym wypadku koniec przedziału zostaje zastąpiony przez {\displaystyle x_{d},} następuje ponowne przejście do punktu pierwszego. Iteracje powtarzamy, aż do uzyskania wartości satysfakcjonującej.

## Przykładowe rozwiązanie
Pierwsze 4 iteracje na przykładzie funkcji:{\displaystyle f(x)=x^{3}-11x^{2}+14x+80}
Iteracja nr 1
```

  

    

      

        

          
x

          

            
a

          

        

        
=

        
−

        
6

        
,

      

    

    
{\displaystyle x_{a}=-6,}

  

 

  

    

      

        
f

        
(

        

          
x

          

            
a

          

        

        
)

        
=

        
−

        
616

        
,

      

    

    
{\displaystyle f(x_{a})=-616,}

  

  

    

      

        

          
x

          

            
b

          

        

        
=

        
10

        
,

      

    

    
{\displaystyle x_{b}=10,}

  

 

  

    

      

        
f

        
(

        

          
x

          

            
b

          

        

        
)

        
=

        
120

        
,

      

    

    
{\displaystyle f(x_{b})=120,}

  

  

    

      

        

          
x

          

            
c

          

        

        
=

        
8

        
,

      

    

    
{\displaystyle x_{c}=8,}

  

 

  

    

      

        
f

        
(

        

          
x

          

            
c

          

        

        
)

        
=

        
72

        
,

      

    

    
{\displaystyle f(x_{c})=72,}

  

  

    

      

        

          
e

          

            
Q

          

        

        
=

        
2,943

        
8

        
,

      

    

    
{\displaystyle e^{Q}=2{,}9438,}

  

  

    

      

        

          
x

          

            
d

          

        

        
=

        
−

        
0,048

        
,

      

    

    
{\displaystyle x_{d}=-0{,}048,}

  

 

  

    

      

        
f

        
(

        

          
x

          

            
d

          

        

        
)

        
=

        
79,303.

      

    

    
{\displaystyle f(x_{d})=79{,}303.}

  

```

Iteracja nr 2
```

  

    

      

        

          
x

          

            
a

          

        

        
=

        
−

        
6

        
,

      

    

    
{\displaystyle x_{a}=-6,}

  

 

  

    

      

        
f

        
(

        

          
x

          

            
a

          

        

        
)

        
=

        
−

        
616

        
,

      

    

    
{\displaystyle f(x_{a})=-616,}

  

  

    

      

        

          
x

          

            
b

          

        

        
=

        
−

        
0,048

        
,

      

    

    
{\displaystyle x_{b}=-0{,}048,}

  

 

  

    

      

        
f

        
(

        

          
x

          

            
b

          

        

        
)

        
=

        
79,303

        
,

      

    

    
{\displaystyle f(x_{b})=79{,}303,}

  

  

    

      

        

          
x

          

            
c

          

        

        
=

        
−

        
3,024

        
,

      

    

    
{\displaystyle x_{c}=-3{,}024,}

  

 

  

    

      

        
f

        
(

        

          
x

          

            
c

          

        

        
)

        
=

        
−

        
90,577

        
,

      

    

    
{\displaystyle f(x_{c})=-90{,}577,}

  

  

    

      

        

          
e

          

            
Q

          

        

        
=

        
1,869

        
8

        
,

      

    

    
{\displaystyle e^{Q}=1{,}8698,}

  

  

    

      

        

          
x

          

            
d

          

        

        
=

        
−

        
1,895

        
5

        
,

      

    

    
{\displaystyle x_{d}=-1{,}8955,}

  

 

  

    

      

        
f

        
(

        

          
x

          

            
d

          

        

        
)

        
=

        
7,133

        
1.

      

    

    
{\displaystyle f(x_{d})=7{,}1331.}

  

```

Iteracja nr 3
```

  

    

      

        

          
x

          

            
a

          

        

        
=

        
−

        
6

        
,

      

    

    
{\displaystyle x_{a}=-6,}

  

 

  

    

      

        
f

        
(

        

          
x

          

            
a

          

        

        
)

        
=

        
−

        
616

        
,

      

    

    
{\displaystyle f(x_{a})=-616,}

  

  

    

      

        

          
x

          

            
b

          

        

        
=

        
−

        
1,895

        
5

        
,

      

    

    
{\displaystyle x_{b}=-1{,}8955,}

  

 

  

    

      

        
f

        
(

        

          
x

          

            
b

          

        

        
)

        
=

        
7,133

        
1

        
,

      

    

    
{\displaystyle f(x_{b})=7{,}1331,}

  

  

    

      

        

          
x

          

            
c

          

        

        
=

        
−

        
3,947

        
7

        
,

      

    

    
{\displaystyle x_{c}=-3{,}9477,}

  

 

  

    

      

        
f

        
(

        

          
x

          

            
c

          

        

        
)

        
=

        
−

        
208,223

        
,

      

    

    
{\displaystyle f(x_{c})=-208{,}223,}

  

  

    

      

        

          
e

          

            
Q

          

        

        
=

        
1,443

        
5

        
,

      

    

    
{\displaystyle e^{Q}=1{,}4435,}

  

  

    

      

        

          
x

          

            
d

          

        

        
=

        
−

        
1,922

        
,

      

    

    
{\displaystyle x_{d}=-1{,}922,}

  

 

  

    

      

        
f

        
(

        

          
x

          

            
d

          

        

        
)

        
=

        
0,547

        
5.

      

    

    
{\displaystyle f(x_{d})=0{,}5475.}

  

```

Iteracja nr 4
```

  

    

      

        

          
x

          

            
a

          

        

        
=

        
−

        
6

        
,

      

    

    
{\displaystyle x_{a}=-6,}

  

 

  

    

      

        
f

        
(

        

          
x

          

            
a

          

        

        
)

        
=

        
−

        
616

        
,

      

    

    
{\displaystyle f(x_{a})=-616,}

  

  

    

      

        

          
x

          

            
b

          

        

        
=

        
−

        
1,922

        
,

      

    

    
{\displaystyle x_{b}=-1{,}922,}

  

 

  

    

      

        
f

        
(

        

          
x

          

            
b

          

        

        
)

        
=

        
0,547

        
5

        
,

      

    

    
{\displaystyle f(x_{b})=0{,}5475,}

  

  

    

      

        

          
x

          

            
c

          

        

        
=

        
−

        
3,996

        
1

        
,

      

    

    
{\displaystyle x_{c}=-3{,}9961,}

  

 

  

    

      

        
f

        
(

        

          
x

          

            
c

          

        

        
)

        
=

        
−

        
215,412

        
6

        
,

      

    

    
{\displaystyle f(x_{c})=-215{,}4126,}

  

  

    

      

        

          
e

          

            
Q

          

        

        
=

        
1,427

        
2

        
,

      

    

    
{\displaystyle e^{Q}=1{,}4272,}

  

  

    

      

        

          
x

          

            
d

          

        

        
=

        
−

        
1,999

        
4

        
,

      

    

    
{\displaystyle x_{d}=-1{,}9994,}

  

 

  

    

      

        
f

        
(

        

          
x

          

            
d

          

        

        
)

        
=

        
0,041

        
5.

      

    

    
{\displaystyle f(x_{d})=0{,}0415.}

  

```

Animacja przedstawia cztery pierwsze iteracje algorytmu

Jeżeli uznamy, że wynik 0,0415 jest wystarczającym przybliżeniem wartości 0 to algorytm kończy działanie, w przeciwnym wypadku kontynuujemy iteracje do uzyskania wartości satysfakcjonującej.